# ノドグロヒメドリ
ノドグロヒメドリ（学名：Amphispiza bilineata）は、スズメ目ホオジロ科に分類される鳥類の一種。